# АБВ (седмичник)
Вижте пояснителната страница за други значения на Абв.
 Тази статия е за седмичника.  За други значения вижте Абв.
„АБВ“ е български вестник, излизал през 1978 – 1994 г.
Информационен седмичник за книгата. Издава го Комитетът за култура и се появява по будките във вторник привечер.

## Рубрики
- „Преводачът представя“,
- „Библиотеки и поредици“,
- „Редакторът представя“,
- „Телевизионни поредици по литературни произведения“,
- „Бележки по белите полета“,
- „Читателски писма“,
- „Книжовна служба“,
- „Книги под печат“,
- „Къде какво има“,
- „Забавен кът“,
- „Чуждестранна литература“,
- „Библиотека „АБВ“,
- „Книжовен свят“,
- „Седмичният книгопис“.